# Bisbat de Pàdua
El bisbat de Pàdua —diocesi di Padova (italià); Dioecesis Patavina (llatí)— és una seu de l'Església catòlica, sufragània del Patriarcat de Venècia, que pertany a la regió eclesiàstica Triveneto. El 2013 tenia 1.008.112 batejats d'un total d'1.076.954 habitants.

## Territori

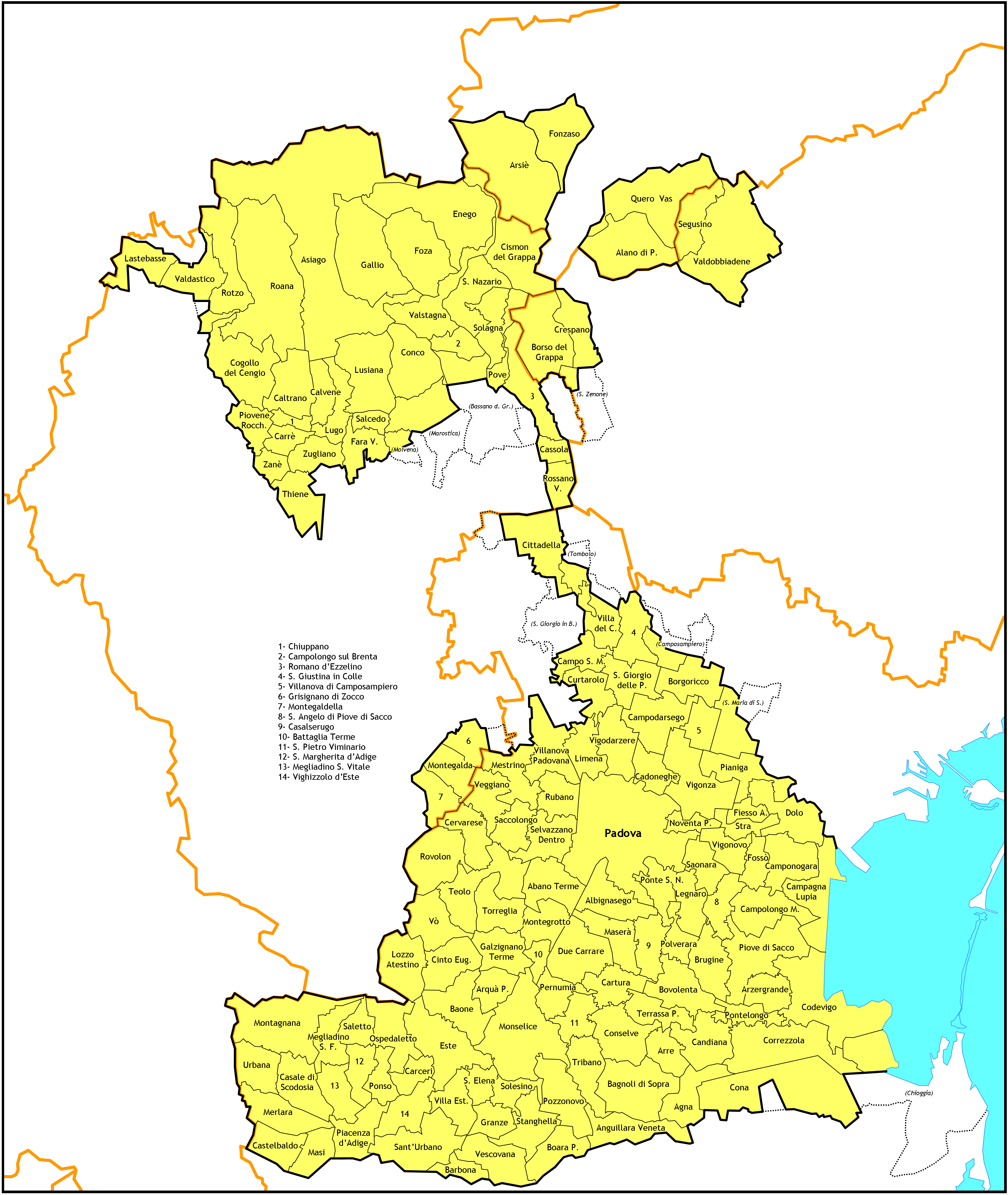
La diòcesi de Pàdua

El territori diocesà presenta una conformació complexa: no es correspon a la província de Pàdua, sinó que compren l'altiplà d'Asiago, la major part de la ribera del Brenta i l'àrea del massís del Grappa, tocant també les províncies de Vicenza (78 parròquies), Venècia (36 parròquies), Treviso (13 parròquies) i Belluno (15 parròquies).
La seu episcopal és la ciutat de Pàdua, on es troba la basílica catedral de Santa Maria Assunta.
El territori està dividit en 459 parròquies, agrupades en 38 vicariats.

## Evolució històrica
Els historiadors coincideixen amb els límits amb els dels municipiaromans de Patavium i Ateste i, en el primer període de Vicentia, el que justifica la pertinença al territori de l'altiplà d'Asiago. La primera data certa sobre la frontera es remunta però al 897, quan el rei d'Itàlia, Berenguer de Friül va donar al seu canceller, el bisbe Pietro, la gran cort de Sacco, que inclou tota la zona de la província sud-oriental de Pàdua.

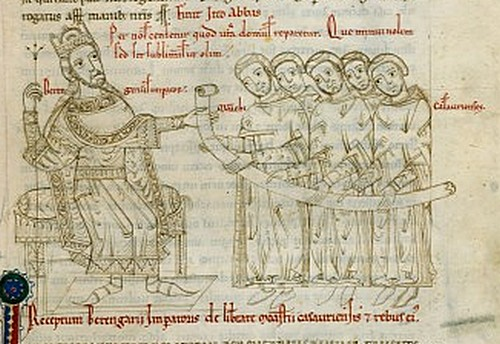
Berenguer I i la seva cort

Uns anys més tard, en 915, es transfereix al mateix bisbe el domini complet de la vall del Brenta, fins a la seva desembocadura a Solan, i de les zones adjacents. Així va ser assignat al bisbe de Pàdua la difícil tasca de "guardià de la Valsugana", i va donar el seu territori una configuració única "en dues parts": el sud més poblat i pla, el nord muntanyós, al voltant del Brenta, abraçant el Pedemonte i tot l'altiplà d'Asiago, el massís de Grappa i el Feltrine Prealpí.
El 1786, sota la pressió de l'Arxiduc d'Àustria, Pàdua va cedir a la diòcesi de Trento la parròquia de Brancafora (l'actual Pedemonte).
La geografia «en dues parts» va resistir fins a la reforma eclesiàstica dels Habsburg del 1818, que apunta a la delimitació de les circumscripcions diocesanes territorialment compacte.
Amb la butlla De salute Dominici gregis de l'1 de maig de 1818 va resoldre la transició de la diòcesi de Pàdua a la de Vicenza les parròquies pedemontanes de Breganze, Friola, Marostica, Mason, Molvena, Nine, Pianezze, San Cristoforo i San Lorenzo, Schiavon i Villaraspa, mentre que Pàdua va rebre a canvi de Vila del Conte, Sant'Anna Morosina, Onara, Ciutadella, Rossano, Lozzo i Selvazzano. Pàdua també va rebre de la diòcesi de Feltre la parròquia de Primolano, de la d'Adria Barbona i de la de Verona Cinto Euganeo.
Com a resultat d'aquests ajustos, la diòcesi que primer va consistir en dues àrees no contigües assumí la seva actual forma de "rellotge de sorra", amb Cittadella d'actuar com a enllaç entre la zona alta i la baixa.

### Basílica de Sant Antoni de Pàdua
La Basílica de Sant Antoni de Pàdua no està compresa dins del territori diocesà, car està subjecta directament a la Santa Seu: està representada per un delegat pontifici, càrrec actualment ocupat per l'arquebisbe Giovanni Tonucci, prelat de Loreto i delegat pontifici del santuari de la Santa Casa.

## Història

### Els orígens i els primers segles

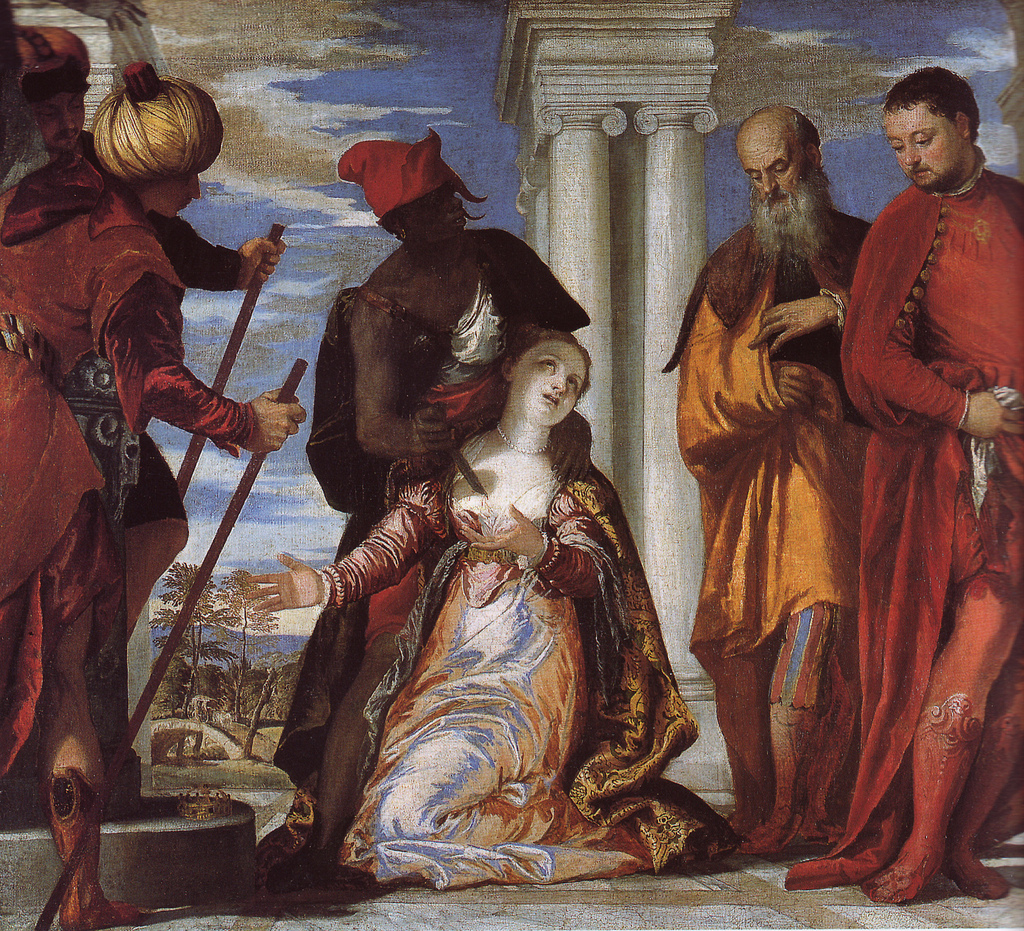
Paolo Veronese, El Martiri de Santa Justina, Galeria dels Uffizi, Florència.

La fundació de l'església de Pàdua s'atribueix tradicionalment a Sant Prosdòcim qui, enviat per Sant Pere, hauria iniciat l'obra d'evangelització i d'organització eclesiàstica del Veneto, tasca continuada pels seus successors, i els sants Massimo i Fidenzio; figures altament importants en la història del cristianisme primitiu de Pàdua és la conversió de la jove Giustina, martiritzada durant la persecució de Dioclecià. Estudis recents tendeixen a atribuir la fundació de la seu de Pàdua i d'una formació eclesiàstica definida al voltant del 250. A mitjan segle iv va estar convidat a Pàdua, a la seu del bisbe Crispino, Atanasi d'Alexandria; mentre que, en el següent Concili d'Aquileia, hi va estar present un tal Giovino, que alguns estudiosos identifiquen com a bisbe de Pàdua.

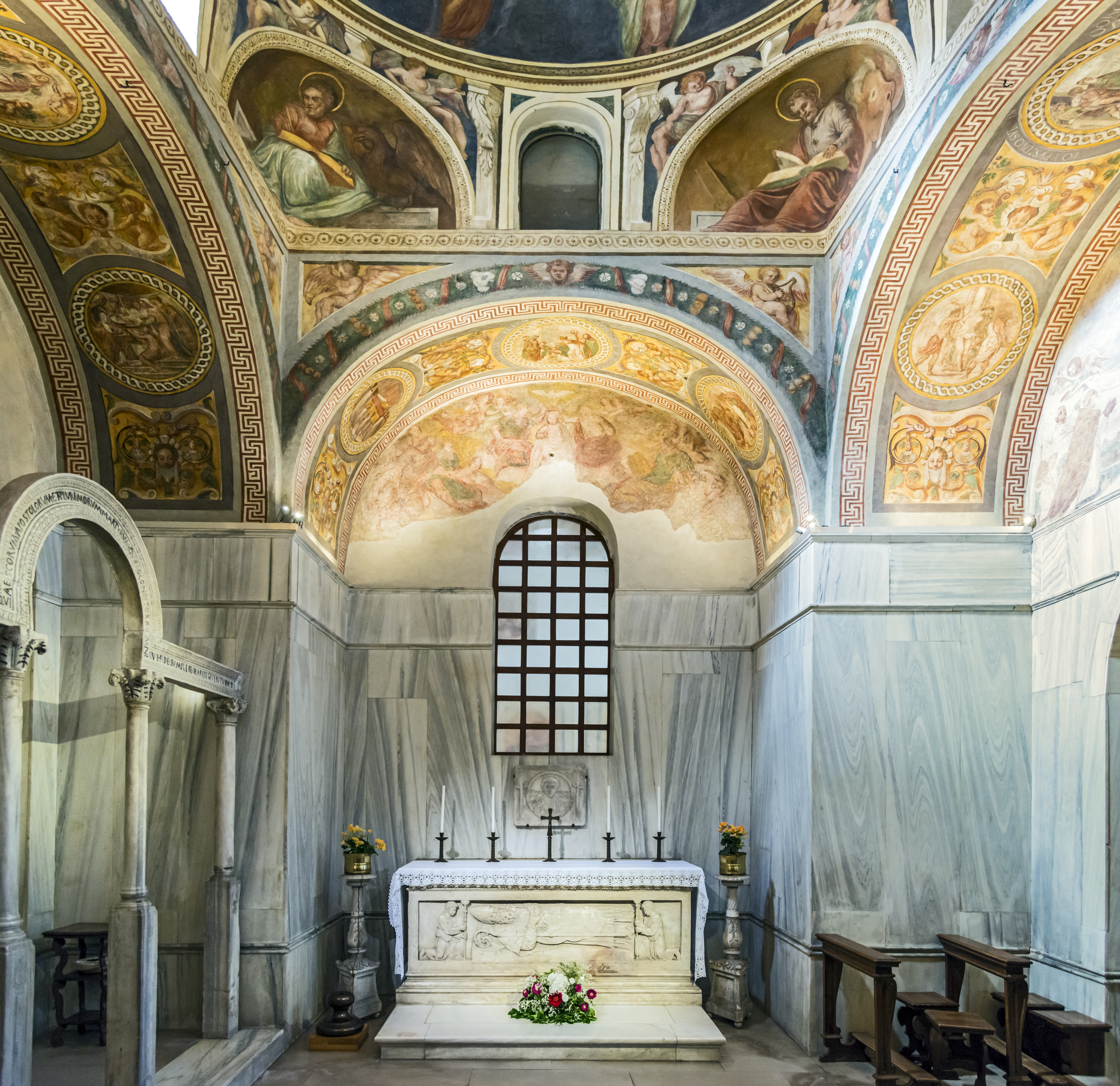
El Sacello di San Prosdocimo, el lloc de culte més antic de Pàdua, datat dels segles V o VI

Entre els segles V i VI els testimonis històrics es concentren al voltant del culte de Santa Giustina i la seva basílica fora de les muralles de la ciutat, centre espiritual d'importància transcendental on es reuniren distingides relíquies, entre elles les de l'evangelista Lluc i l'apòstol Maties i dels màrtirs de Pàdua. També va ser triada com a lloc d'enterrament dels bisbes, mentre que la catedral va ser víctima, amb la resta de la ciutat, les nombroses invasions dels visigots, dels romans d'Orient i dels magiars. D'aquesta temporada fosca, que va portar a la Patavium romana l'aspecte d'una ruïna fumejant (a la primera meitat del segle vii), sabem que els bisbes utilitzen refugi cap a la llacuna, a Malamocco, el que resulta en una caiguda precipitada de la tradició cristiana patavina de manera que la mateixa cronologia episcopal a inicis del segle ix, es converteix en inexacta i ple de fum, còmplice també l'escassetat de fonts i la pobresa de les restes arqueològiques.
El bisbe Ursiniano, mentre residia a Malamocco, signà com episcopus sanctae ecclesiae Paduanae en les actes del sínode romà del 680. Durant l'època del bisbe Domenico en canvi, que va estar present al Concili de Màntua del 827, és gairebé segur que la seu havia tornat ja a Pàdua, ja que en aquest consell no estaven presents bisbes els bisbes de la llacuna.

### L'edat mitjana

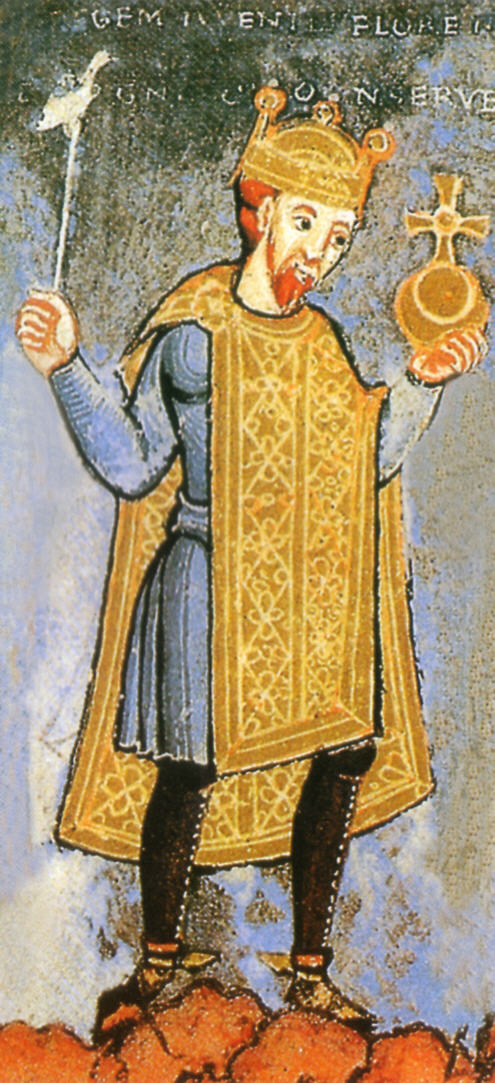
L'emperador Enric III, del qual el bisbe Bernat va ser capellà mentre ocupava la càtedra de Pàdua.

Després d'un període fosc, relacionat amb la pèrdua total de Patavium saquejada, amb l'època carolíngia es produeix una lenta restauració dels organismes eclesiàstics en harmonia entre els bisbes i la casa imperial. Les donacions de Berenguer de Friül i la concessió per elevar castells per a la defensa pròpia i de la població fent responsables els bisbes de l'ordre polític i territorial fent-los feudataris efectius en contrast amb l'augment de poders senyorials a les zones rurals. Per garantir la independència absoluta de l'abadia de Santa Justina, així com dels monestirs de Sant Pere i de Sant Esteve a mitjans del segle x el bisbe Ildeberto va concedir prebendes i beneficis de considerable grandària que van a sumar als de la schola sacerdotum, l'amplíssim capítol de la catedral, que ja existia en el segle ix, al qual s'afegiren les esglésies escampades per tot el territori de la diòcesi. El prestigi de la seu patavina augmentà amb la figura del bisbe Gauslino, proper a Otó II, que el volia al concili de Ravenna, un dels pocs bisbes mitrats italians presents.
La influència imperial va culminar amb l'ascens a la càtedra de Bernardo, que tenia el títol de capellà d'Enric III i Waltolff, des del capítol canònic de la catedral d'Augusta. Mentrestant, no sabem com es van rebre les disposicions canòniques de Roma per iniciativa dels papes Lleó IX i Nicolau II, promulgades per combatre el problema de la simonia i el concubinat. Cap al segle xi la cúria dels vassalls episcopal, rics en arimanni, és a dir, els rics aristòcrates rurals que en l'interval s'havien assentat a la ciutat (com el de Carrara, els Fontaniva, o els Maltraversi), van aconseguir aïllar una part del seu poder, preparant el que es convertiria en la ciutat lliure de Pàdua, naixent gràcies al fort sentit de civitas que la població estava redescobrint juntament amb l'alta espiritualitat estesa principalment pels monjos i monges de l'orde de Sant Benet Just al final del segle xi entrar les grans inventiones dels cossos de sants Màxim, Julià i Felicitat, en les quals participà el mateix Papa Lleó IX, en el pas de Pàdua, mentre que en 1075 va ser trobat, sota el sòl de la Basílica de Santa Justina, el cos de Sant Daniel levita, després portat a les confessiones de la catedral.

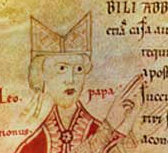
El Papa Lleó IX, present al inventio dels sants Màxim, Julià i Felicitat

El fort sentit cívic portà a corrompre les relacions entre l'església paduana i el poder imperial. No és casualitat que Enric IV sojornés a Pàdua en diverses ocasions entre 1090 i 1097 per tal de tancar la bretxa entre el clergat reticent a acceptar les candidatures procedents de fora de la cúria romana, de manera que el bisbe Pere IV es va veure obligat a demanar la intervenció directa a la cort, que no va aconseguir bloquejar la seva deposició en el Concili de Guastalla; va ser substituït pel bisbe Sinibaldo, però va haver de refugiar-se a Este perquè va perseguir fora de la ciutat per violentiam regiam. El ministeri de Sinibaldo va ser llarg, colpejat pel gran terratrèmol de 1117 que va portar al col·lapse de gran part de la ciutat, estava profundament lligat a Matilde de Canossa. En aquest període van florir nombroses comunitats cenobítiques a la diòcesi, incloent-hi l'Abadia de Santa Maria a Praglia (depenent de l'abadia benedictina de Polirone), l'abadia de Carceri i l'abadia de San Michele a Candiana. La situació va canviar només després del Concordat de Worms, quan després de la figura del bisbe Bellino Bertaldi van ser seguir episcopats vinculats a la seu romana, mentre que després de la formació de la Lliga Llombarda anava a agrir les relacions entre l'església paduana i el Primat d'Aquileia, clarament proimperial: al concili de Ravenna, el bisbe Gerardo va haver de doblegar-se a demanar disculpes al patriarca aquileiens. El final del segle xii es va caracteritzar per la reorganització gradual de beneficis i límits de les parròquies i esglésies coadjutores.
El segle xiii es va caracteritzar per grans moviments del clergat regular: la Basílica de Santa Justina, liderada pel carismàtic abat Arnaldo da Limena, en 1239 va donar la benvinguda a Frederic II; l'orde benedictí degli albi, fundada per Giordano Forzatè, florí a San Benedetto Vecchio, San Benedetto Novello, San Giovanni di Verdara i Santa Maria in Vanzo. Els canonges regulars es van establir en les esglésies de Santa Sofia i Sant Miquel mentre que l'abadia de Praglia fundà a la ciutat entre 1185 i 1186 l'església i l'ospitium de Sant'urbano. Fins i tot la presència d'ordres d'hospital va afavorir el sorgiment de nombrosos hospitals .
El 1671 el bisbe Gregorio Barbarigo va instituir el seminari diocesà, que en 1684 va afegir una impremta.

## Missions diocesanes
La diòcesi de Pàdua està present amb missioners propis als següents països:
- Brasil (des de 1951), actualment als bisbats de Duque de Caxias i Petrópolis;
- Equador (des de 1957), actualment a l'arquebisbat de Quito i al bisbat de San Jacinto de Yaguachi;
- Kenya (des de 1959), actualment als bisbats de Nyahururu, Murang'a i Ngong.

A més, l'església de Pàdua és la principal col·laboradora de la missió del Triveneto a Tailàndia, enviada en 1997. Els missioners operen al bisbat de Chiang Mai.

## Persones relacionades a la diòcesi
- Sant Daniel de Pàdua, patró de la ciutat
- Santa Justina de Pàdua, patrona de la ciutat
- Sant Prosdòcim de Pàdua, patró de la ciutat
- Sant Antoni de Pàdua
- Beat Bonaventura Badoer Peraga, cardenal
- Beat Giordano Forzatè, benedetí
- Beat Andrea Giacinto Longhin, bisbe de Treviso, nat a Campodarsego
- Sant Leopoldo da Castelnuovo, prevere caputxí
- Sant Fidenci de Pàdua, tercer bisbe de la diòcesi
- Giovanni Nervo, prevere i partisà italià, fundador i primer president de Càritas Itàlia

## Episcopologi

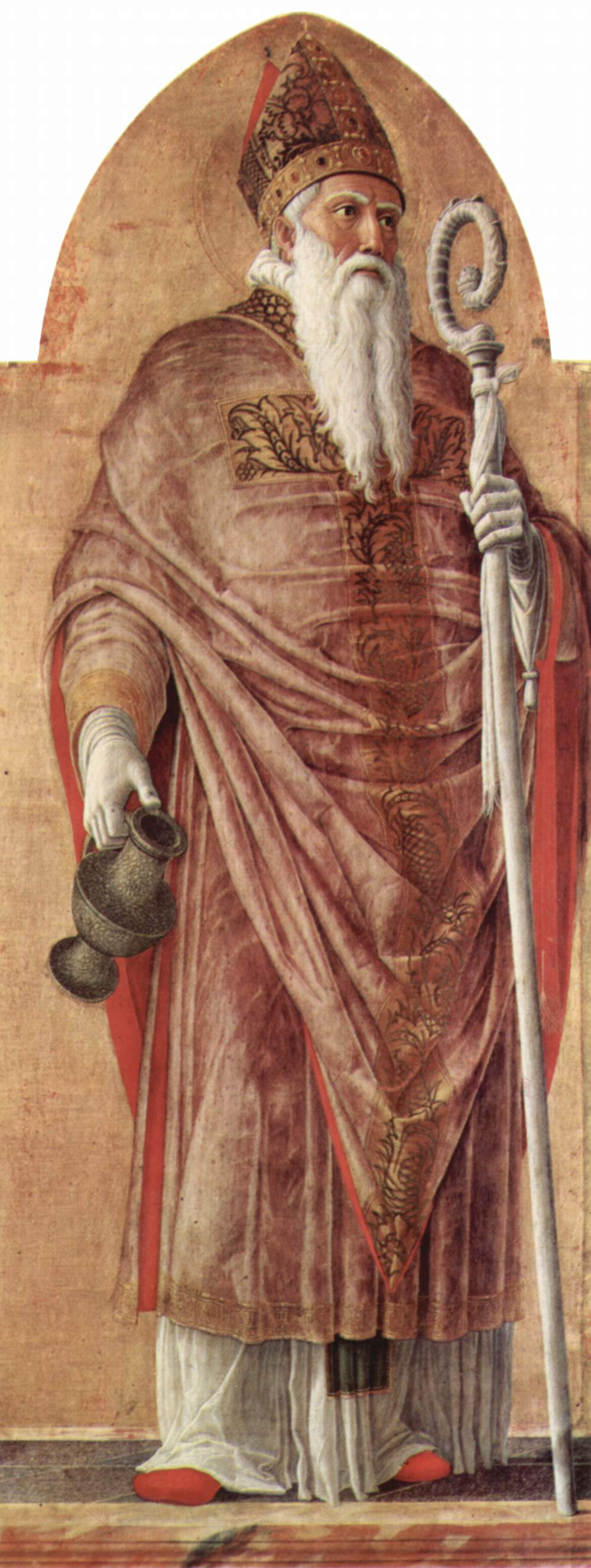
Andrea Mantegna, San Prosdocimo, primer bisbe de Pàdua, Pinacoteca di Brera.

La següent cronologia, fins a finals del segle xiii, repeteix el catàleg dels bisbes de Pàdua, redactat en aquella època i citat al Liber Regiminum Paduae, a la versió correcta de Ludovico Antonio Muratori.
- Sant Prosdocimo †
- Sant Massimo †
- Sant Fidenzio †[5]
- San Procolo †
- Teodoro †
- Avisiano †
- Ambrogio †
- San Siro † (inicis del segle iii)
- Suero †
- San Leonino †[6]
- Mariano †
- Eupavio †
- Felice †
- Paolo †
- Vero †
- Sant Ilario †
- Crispino † (inicis de 342/345 - finals de 356)[7]
- Limpidio †
- Vitellio †
- Provino †
- Beato Severiano †
- Bergullo † (citat el 571/577)
- Beato Giovanni †
- Cipriano †
- Virgilio †
- Nicola †
- Olimpio o Eclimpio †
- Felice †
- Adeodato †
- Beato Pietro †
- Felice †
- Audacio †
- Tricidio †
- Bergualdo †
- Vitale †
- Odo †
- Ursiniano † (citat el 680)[8]
- Assalonne †
- Richinaldo †
- Gosoldo †
- Diuto †
- Teodosio †
- Rodingo †[9]
- Bodone †
- Giuseppe †
- Rodone (o Bodone) †
- Luitaldo †
- Domenico † (inicis de 827 – finals de 828)[7]
- Aldegusio †
- Notingo †
- Ercorado †
- Rosio o Rorio † (inicis de 855 – finals de 874)[10]
- Bilango †
- Liotaldo †
- Obaldo †
- Ebbone †
- Turingario †[11]
- Valto (o Valaico) †
- Pietro II †[12]
- Pietro III †
- Sibicone † (citat el 917)
- Ardemanno †[13]
- Ildeberto o Adalberto † (inicis de 942 - finals de 952)
- Ildeberto o Adalberto † (inicis de 942 - finals de 952)
- Zenone † (? - finals de 21 de març de 967)[14]
- Gozzelino (o Gaulino) † (inicis de 25 d'abril de 967 - ?)
- Orso † (inicis de 992 - finals de 1027)[15]
- Aistolfo † (citat el 1031)[16]
- Burcardo † (citat el 1040)[15]
- Arnaldo † (citat el 1047)[15]
- Beat Bernardo Maltraverso † (1048 - 1059 mort)
- Waltolff † (1060 - gener o febrer de 1064 mort)
- Olderico † (1064 - 1080)
- Milone † (1084 - 1095 mort)
- Pietro IV † (1096 - 1106)
- Sinibaldo † (1106 - 17 d'octubre de 1125 mort)
- San Bellino Bertaldo † (1128 - 26 de novembre de 1145 mort)
- Giovanni Cacio † (1148 - 1165 mort)
- Gerardo Offreducci da Marostica † (1165 - 4 de juliol de 1213 renuncià)
- Giordano † (3 de desembre de 1214 - 5 de novembre de 1228 mort)
- Giacomo Corrado † (18 de juliol de 1229 - 5 d'abril de 1239 mort)
  - Sede vacante (1239-1250)
- Giovanni Battista Forzatè † (1250 - 24 de juny de 1283 mort)
- Percivallo Conti † (vers 1285 - 1286 renuncià)
- Bernardo Platon † (4 de març de 1287 - 21 de maig de 1295 mort)
- Giovanni Savelli, O.P. † (14 de novembre de 1295 - 10 de gener de 1299 nomenat bisbe de Bolonya)[17]
- Ottobuono di Razzi † (11 de febrer de 1299 - 29 d'abril de 1302 nomenat patriarca d'Aquileia)
- Pagano della Torre † (29 d'abril de 1302 - 23 de març de 1319 nomenat patriarca d'Aquileia)
- Ildebrandino Conti † (27 de juny de 1319 - 2 de novembre de 1352 mort)
- Giovanni Orsini † (14 de gener de 1353 - de juny de 1359 mort)
- Pietro Pileo da Prata † (12 de juny de 1359 - 23 de gener de 1370 nomenat arquebisbe de Ravenna)
- Giovanni Piacentini † (23 de gener de 1370 - 28 d'abril de 1371 nomenat arquebisbe de Patrasso)
- Elia Beaufort † (28 d'abril de 1371 - 14 de novembre de 1373 nomenat bisbe de Castres)
- Raimondo, O.S.B. † (23 de gener de 1374 - 1386 deposat)
- Giovanni Enselmini † (1 d'octubre de 1388 - 20 de març de 1392 renuncià)
- Ugo Roberti † (7 de maig de 1392 - 12 d'abril de 1396 nomenat patriarca de Jerusalem)
- Stefano da Carrara † (25 de juny de 1396 - 10 d'abril de 1402 nomenat arquebisbe de Nicosia)
  - Stefano da Carrara † (10 d'abril de 1402 - 1406 renuncià) (administrador apostòlic)
- Albano Micheli † (8 de març de 1406 - 1409 mort)
- Pietro Marcello † (16 de novembre de 1409 - 1428 mort)
- Pietro Donà † (16 de juny de 1428 - 7 d'octubre de 1447 mort)
- Fantino Dandolo † (8 de gener de 1448 - 17 de febrer de 1459 mort)
  - Pietro Barbo † (9 de març de 1459 - 26 de març de 1460 renuncià) (bisbe electe)
- Jacopo Zeno † (26 de març de 1460 - 13 d'abril de 1481 mort)
  - Pietro Foscari † (15 d'abril de 1481 - 22 d'agost de 1485 mort, administrador apostòlic)
- Giovanni Battista Micheli † (1485 - 1487 renuncià)
- Pietro Barozzi † (14 de març de 1487 - 10 de gener de 1507 mort)
- Pietro Dandolo † (20 d'octubre de 1507 - 1509 mort)
- Sisto Gara della Rovere † (11 de juny de 1509 - 8 de març de 1517 mort)
- Marco Corner † (9 de març de 1517 - 24 de juliol de 1524 mort)
- Francesco Pisani † (8 d'agost de 1524 - 1555 renuncià)
- Luigi Pisani † (1555 - 3 o 29 de juny de 1570 mort)
- Nicolò Ormaneto † (3 de juliol de 1570 - 18 de gener de 1577 mort)
- Federico Corner † (19 de juliol de 1577 - 4 d'octubre de 1590 mort)
- Alvise Corner † (4 d'octubre de 1590 succeduto - 20 d'octubre de 1594 mort)
- Marco Corner † (12 de desembre de 1594 - 11 de juny de 1625 mort)
- Pietro Valier † (18 d'agost de 1625 - 5 o 9 d'abril de 1629 mort)
- Federico Baldissera Bartolomeo Cornaro † (30 d'abril de 1629 - 11 de juny de 1631 nomenat patriarca de Venècia)
- Marcantonio Corner † (15 de novembre de 1632 - 27 d'abril de 1636 mort)
- Luca Stella † (11 de juliol de 1639 - 21 de desembre de 1641 mort)
- Giorgio Corner † (14 de juliol de 1642 - 15 de novembre de 1663 mort)
- San Gregorio Barbarigo † (24 de març de 1664 - 18 de juny de 1697 mort)
- Giorgio Corner † (26 d'agost de 1697 - 10 d'agost de 1722 mort)
- Gianfrancesco Barbarigo † (20 de gener de 1723 - 26 de gener de 1730 mort)
- Giovanni Minotto Ottoboni † (8 de febrer de 1730 - 9 de desembre de 1742 mort)
- Carlo della Torre Rezzonico † (11 de març de 1743 - 6 de juliol de 1758 elegit papa amb el nom de Climent XIII)
- Sante Veronese † (11 de setembre de 1758 - 1 de febrer de 1767 mort)
- Antonio Maria Priuli † (6 d'abril de 1767 - 26 d'octubre de 1772 mort)
- Nicolò Antonio Giustinian, O.S.B. † (14 de desembre de 1772 - 12 de novembre de 1796 mort)
  - Sede vacante (1796-1807)
- Francesco Scipione Dondi dall'Orologio † (18 de setembre de 1807 - 6 d'octubre de 1819 mort)
- Modesto Farina † (13 d'agost de 1821 - 10 de maig de 1856 mort)
- Federico Manfredini † (19 de març de 1857 - 17 d'agost de 1882 mort)
- Giuseppe Callegari † (25 de setembre de 1882 - 14 d'abril de 1906 mort)
- Luigi Pellizzo † (13 de juliol de 1906 - 24 de març de 1923 renuncià i nomenat arquebisbe titular de Damiata)
- Elia Dalla Costa † (23 de maig de 1923 - 19 de desembre de 1931 nomenat arquebisbe de Florència)
- Carlo Agostini † (30 de gener de 1932 - 5 de febrer de 1949 nomenat patriarca de Venècia)
- Girolamo Bartolomeo Bortignon, O.F.M.Cap. † (1 d'abril de 1949 - 7 de gener de 1982 jubilat)
- Filippo Franceschi † (7 de gener de 1982 - 30 de desembre de 1988 mort)
- Antonio Mattiazzo (5 de juliol de 1989 - 18 de juliol de 2015 jubilat)

## Demografia
A finals del 2013, la diòcesi tenia 1.008.112 batejats sobre una població d'1.076.954 persones, equivalent al 93,6% del total.
| any  | població  | població  | població | sacerdots | sacerdots       | sacerdots       | sacerdots             | diaques | religiosos | religiosos | parroquies |
| ---- | --------- | --------- | -------- | --------- | --------------- | --------------- | --------------------- | ------- | ---------- | ---------- | ---------- |
| any  | batejats  | total     | %        | total     | clergat secular | clergat regular | batejats por sacerdot | diaques | homes      | dones      |            |
| 1950 | 837.015   | 839.024   | 99,8     | 1.207     | 913             | 294             | 693                   |         | 670        | 3.065      | 401        |
| 1970 | 860.000   | 860.051   | 100,0    | 1.344     | 902             | 442             | 639                   |         | 602        | 4.334      | 432        |
| 1980 | 956.000   | 965.040   | 99,1     | 1.316     | 917             | 399             | 726                   |         | 648        | 3.427      | 453        |
| 1990 | 982.777   | 986.387   | 99,6     | 1.222     | 843             | 379             | 804                   | 10      | 601        | 2.845      | 459        |
| 1999 | 1.014.030 | 1.019.578 | 99,5     | 1.190     | 834             | 356             | 852                   | 15      | 596        | 2.467      | 459        |
| 2000 | 1.008.967 | 1.018.354 | 99,1     | 1.167     | 834             | 333             | 864                   | 18      | 558        | 2.455      | 459        |
| 2001 | 1.012.128 | 1.021.648 | 99,1     | 1.123     | 819             | 304             | 901                   | 18      | 516        | 2.518      | 459        |
| 2002 | 1.027.874 | 1.036.547 | 99,2     | 1.249     | 811             | 438             | 822                   | 19      | 492        | 2.428      | 459        |
| 2003 | 1.022.451 | 1.034.223 | 98,9     | 1.124     | 805             | 319             | 909                   | 19      | 482        | 2.332      | 459        |
| 2004 | 1.027.662 | 1.039.117 | 98,9     | 1.111     | 782             | 329             | 924                   | 25      | 479        | 2.256      | 459        |
| 2013 | 1.008.112 | 1.076.954 | 93,6     | 1.018     | 724             | 294             | 990                   | 50      | 395        | 1.722      | 459        |